# Punta Aparición
El punta Aparición es una montaña en Chile que se encuentra ubicada en el parque nacional Bernardo O'Higgins en la comuna de Natales, provincia de Última Esperanza en la región de Magallanes y Antártica Chilena.